# ASV Linz
Der ASV Linz ist ein Schwimmverein in Linz (Amateurschwimmverein Linz).

## Geschichte
Der ASV Linz wurde 1947 gegründet und ist gemeinsam mit dem 1. LSK Heindl der älteste Schwimmverein in Linz. Der Verein hat viele erfolgreiche Schwimmer hervorgebracht und den Schwimmsport in Oberösterreich geprägt.
Um die sportlichen Belange des Vereins kümmerte sich langjährig der ehemalige Staatsmeister und als ASV-Linz-Urgestein geltende Ludwig Eder. Zahlreiche Schwimmer waren seine Schützlinge, darunter auch Vera Lischka (Europameisterin, Olympiafünfte 1996 in Atlanta). Auch der Rechnungsprüfer Helmut Ilk war früher selbst erfolgreicher Schwimmer und mehrfacher Staatsmeister und Olympiateilnehmer in Rom 1960.
Neben Vera Lischka sorgten vor allem die Männerstaffeln mit Erfolgen sowie die Männermannschaft bei den österreichischen Mannschaftsmeisterschaften für Aufsehen.